# Ministério da Agricultura, do Mar, do Ambiente e do Ordenamento do Território
O Ministério da Agricultura, do Mar, do Ambiente e do Ordenamento do Território (MAMAOT) foi o departamento do Governo de Portugal que tinha por missão a definição, coordenação e execução das políticas agrícolas, agro-alimentar, silvícola, de desenvolvimento rural, de exploração e potenciação dos recursos do mar, de ambiente e de ordenamento do território.
O MAMAOT foi criado no âmbito do objetivo do XIX Governo Constitucional de implementar uma política de redução do número de departamentos governamentais, resultando da fusão dos anteriores ministérios da Agricultura, do Desenvolvimento Rural e das Pescas e do Ambiente e do Ordenamento do Território. O MAMAOT passou também a partilhar as competências atribuídas a outros ministérios (Transportes, Defesa, Negócios Estrangeiros, Educação) em todos os assuntos relacionados com o Mar e com os recursos hídricos.
Acabou por ser desmantelado em 2013, com as suas competências a serem novamente divididas pelo Ministério da Agricultura e do Mar e pelo Ministério do Ambiente, Ordenamento do Território e Energia.
A única ministra a liderar o ministério foi Assunção Cristas.

## Organização
O MAMAOT compreendia essencialmente os serviços, organismos, entidades e estruturas dos antigos ministérios da Agricultura, do Desenvolvimento Rural e das Pescas e do Ambiente e do Ordenamento do Território. Era composto pelas seguintes secretarias de estado:
- - Secretário de Estado da Agricultura,
  - Secretário de Estado das Florestas e Desenvolvimento Rural,
  - Secretário de Estado do Mar,
  - Secretário de Estado do Ambiente e do Ordenamento do Território[1].
  - Secretário de Estado da Alimentação e Investigação Agroalimentar.